# Politecnico Nordoccidentale
Il Politecnico Nordoccidentale (NPU, cinese:西北工业大学;pinyin:Xīběi Gōngyè Dàxué; inglese:Northwestern Polytechnical University) è una università statale cinese a carattere scientifico-tecnologico situato a Xi'an, familiarmente noto come "Xi Gong Da" (西工大).

## Storia
Nasce il 5 ottobre del 1957, dalla fusione fra l'Istituto di Ingegneria Nordoccidentale Statale (1938) e l'Istituto di Aeronautica di Xi'an (1952). La facoltà di Ingegneria Aeronautica dell'Istituto di Ingegneria Militare di PLA presso Harbin è stata incorporata in NPU nel 1970.

## Campus
Comprende tre campus: Youyi (友谊), Chang'an (长安), Fenghe (沣河).

## Facoltà
la Facoltà di Aeronautica. URL consultato il 2 aprile 2018 (archiviato dall'url originale il 29 settembre 2011).

 la Facoltà di Astronautica. URL consultato il 2 aprile 2018 (archiviato dall'url originale il 29 settembre 2011).

 la Facoltà di Nautica (archiviato dall'url originale il 2 settembre 2011).

 la Facoltà di Scienza dei Materiali. URL consultato il 2 aprile 2018 (archiviato dall'url originale il 29 settembre 2011). 

 la Facoltà di Meccatronica. URL consultato il 2 aprile 2018 (archiviato dall'url originale il 29 settembre 2011).

 la Facoltà di Meccanica, Ingegneria Civile e Architettura. URL consultato il 2 aprile 2018 (archiviato dall'url originale il 29 settembre 2011).

 la Facoltà di Potenza ed Energia. URL consultato il 2 aprile 2018 (archiviato dall'url originale il 29 settembre 2011).

 la Facoltà di Elettronica. URL consultato il 2 aprile 2018 (archiviato dall'url originale il 29 settembre 2011). 

 la Facoltà di Automazione. URL consultato il 2 aprile 2018 (archiviato dall'url originale il 29 settembre 2011). 

 la Facoltà di Informatica. URL consultato il 2 aprile 2018 (archiviato dall'url originale il 10 settembre 2011). 

 la Facoltà di Scienze matematiche, fisiche e naturali. URL consultato il 2 aprile 2018 (archiviato dall'url originale il 29 settembre 2011). 

 la Facoltà di Direzione aziendale. URL consultato il 2 aprile 2018 (archiviato dall'url originale il 29 settembre 2011). 

 la Facoltà di Lettere, Economia e Giurisprudenza. URL consultato il 2 aprile 2018 (archiviato dall'url originale il 29 settembre 2011).